# Konrad Bartelski
Konrad Bartelski, né le 27 mai 1954 à Londres, est un skieur alpin britannique. Sa discipline de prédilection est la descente. Il est ensuite devenu journaliste sportif à la télévision et la radio britannique.

## Biographie
Il passe son enfance aux Pays-Bas et découvre le ski en Autriche.
Il prend part à quatre éditions des Jeux olympiques entre 1972 et 1980, se classant notamment douzième de la descente en 1980 à Lake Placid.
Bartelski obtient la 15e place aux Championnats du monde 1974 à Saint-Moritz sur la descente. Un an plus, tard il subit une chute sévère à Megève, perdant longuement conscience.
Dans la Coupe du monde, en décembre 1981, il obtient le meilleur résultat de l'histoire du ski alpin britannique en terminant deuxième de la descente de Val Gardena, à onze centièmes de L'Autrichien Erwin Resch et malgré une erreur qui lui coûte la victoire peut-être. Il obtient encore quelques résultats dans le top quinze a ce niveau avant de prendre sa retraite en 1983. Seul David Ryding égale depuis son résultat, en 2017, en terminant deuxième à Kitzbühel.
Également aventurier, il a voyagé autour du monde et a photographié de multiples paysages

## Palmarès

### Jeux olympiques
| Épreuve / Édition | Sapporo 1972 | Innsbruck 1976 | Lake Placid 1980 |
| Descente          | 43e          | Abandon        | 12e              |
| Slalom géant      | Abandon      | Abandon        | 29e              |
| Slalom            | Abandon      | 25e            | Abandon          |

### Coupe du monde
- Meilleur classement général : 52e en 1982.
- Meilleur classement en descente : 19e en 1982.
- 1 podium : 1 deuxième place.